# Dust Bowl

Mapa de estados y condados afectados por el Dust Bowl entre 1935 y 1938, preparado originalmente por el Soil Conservation Service. Los condados más afectados están pintados en rojo oscuro.

El Dust Bowl (literalmente «tazón de polvo» en inglés) fue un período de fuertes tormentas de polvo que dañaron enormemente la ecología y la agricultura de las llanuras y praderas que se extienden desde el golfo de México hasta Canadá, impactando principalmente en los Estados Unidos. Se prolongó al menos entre 1932 y 1939, y fue precedida por un largo periodo de precipitaciones por debajo de la media. El efecto Dust Bowl fue provocado por condiciones persistentes de sequía, favorecidas por años de prácticas de manejo del suelo que dejaron al mismo susceptible a la acción de las fuerzas del viento. El suelo, despojado de humedad, era levantado por el viento en grandes nubes de polvo y arena tan espesas que escondían el sol. Estos días recibían la denominación de «ventiscas negras» o «viento negro».
El Dust Bowl multiplicó los efectos de la Gran Depresión en la región y provocó el mayor desplazamiento de población habido en un corto espacio de tiempo en la historia de Estados Unidos. Tres millones de habitantes dejaron sus granjas durante la década de 1930, y más de medio millón emigró a otros estados, especialmente hacia el oeste.

## Factores climáticos
Los periodos recurrentes de sequía son una característica común a las latitudes medias, y son modulados por el fenómeno ENSO (El Niño–Southern Oscillation). En Norteamérica, las condiciones de fuerte sequía ocurren en el sur de Estados Unidos cuando las temperaturas en la superficie del mar en el Pacífico tropical oriental son más bajas de lo normal (como corresponde a La Niña, una fase del ENSO). Esta sequía se ve reforzada cuando coinciden en el Atlántico norte temperaturas en la superficie del mar más altas de lo normal. 
Las condiciones en las que se presentó el Dust Bowl en la década de 1930 resultan atípicas, pues la sequía se centró no en el sur sino en las áreas central y septentrional de las Grandes Llanuras. Los cambios provocados por la expansión de la agricultura en la década previa podrían ser la causa de esta anomalía.
Las gramíneas resistentes a la sequía del ecosistema original de las praderas fueron reemplazadas por los cultivos de trigo que, al fallar por la sequía, dejaron el suelo desnudo, originando tormentas de polvo de una magnitud sin precedentes. 

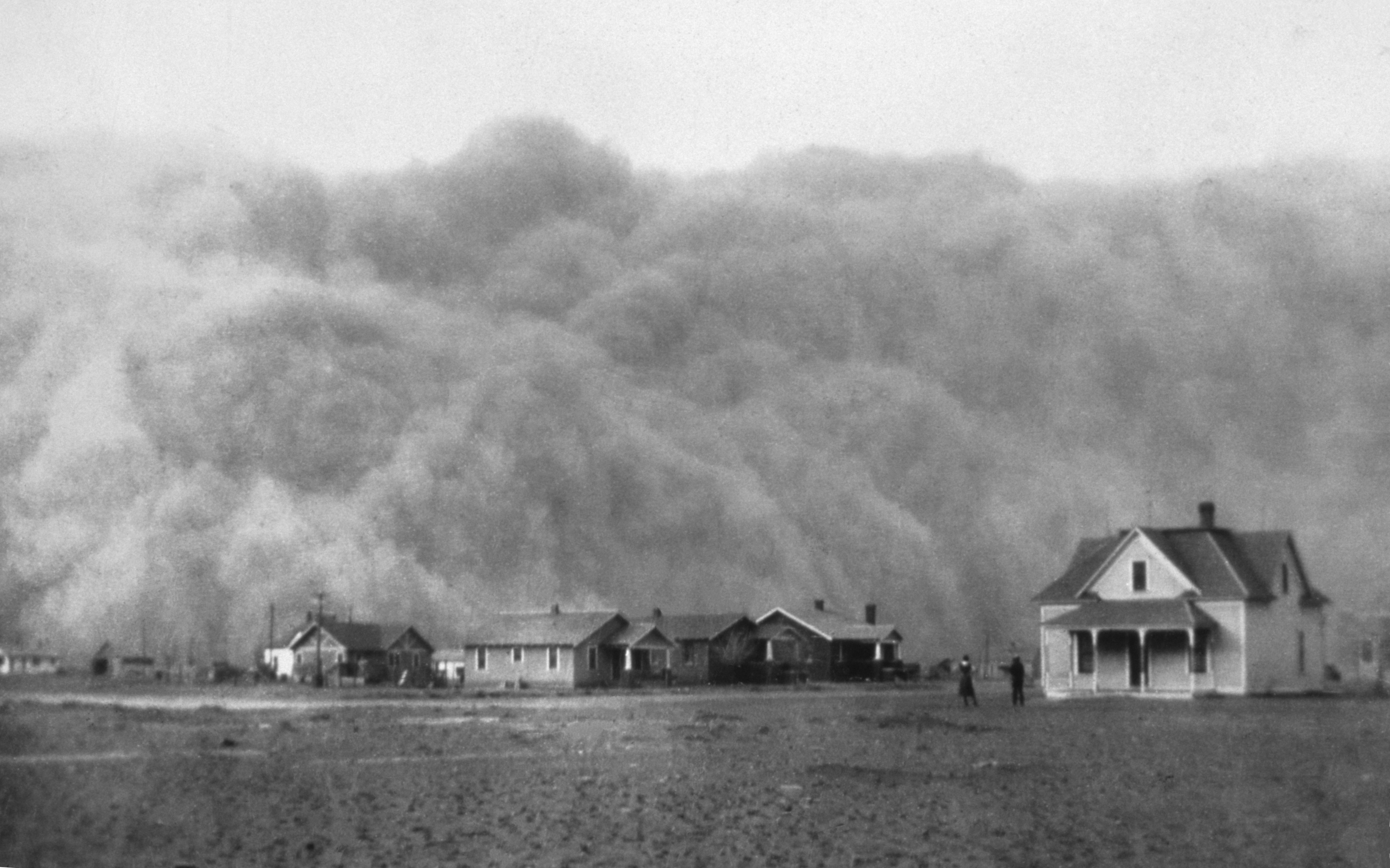
Tormenta de polvo en Texas, 1935.

Utilizando un Modelo de Circulación General de la Atmósfera (MCG), un estudio reciente concluye que las anomalías tanto espaciales como de intensidad (en temperatura y precipitación) podrían haber sido debidas a esos cambios en la vegetación del suelo y en los aerosoles de polvo en la atmósfera. La reducida humedad del suelo provocada por la sequía, las deficientes prácticas agrícolas y la sustitución de los pastizales nativos por los cultivos de trigo sensibles a la sequía serían la causa del gran aumento experimentado por la tasa de erosión eólica. 
Aunque son escasos los datos sobre la magnitud de la pérdida de cosechas o la carga de aerosoles inyectada en la atmósfera, el citado estudio estima en 369 millones de toneladas por año la emisión neta —emisión menos deposición— durante el Dust Bowl en las Grandes Llanuras.

## Antecedentes históricos

### La extensión de la frontera agrícola
Qué hombre de bien preferiría un país cubierto por bosques y habitado por unos miles de salvajes a nuestra extensa república, sembrada de pueblos, ciudades y prósperas granjas, embellecida con todas las mejoras del arte o la industria, ocupada por más de 12 000 000 de gente feliz y dotada de todas las bendiciones de la libertad, la civilización y la religión.
Andrew Jackson, presidente de los Estados Unidos. Segundo mensaje anual al Congreso, 1830.

«La lluvia sigue al arado». La idea de que el clima de las Grandes Llanuras (Great Plains) estaba cambiando en respuesta a la actividad humana, haciéndose más favorable a los objetivos económicos de los colonos, se popularizó enormemente en la última mitad del siglo XIX coincidiendo con la ola colonizadora que asaltó el último gran ecosistema durante la conquista del Oeste. 
Un siglo antes, el responsable de la Corona española en los territorios patagónicos, Francisco de Viedma, argumentaba sobre los efectos benéficos de poblar la Patagonia: «Los climas desiertos varían por el concurso de gentes y ganados: con los fuegos, hálitos y calor de los vivientes poco a poco se va templando la atmósfera, y produce en la tierra vapores que le hacen más benigno y le traen otra fertilidad». (Disertación de Francisco de Viedma, 1 de mayo de 1784).
El asentamiento de esta idea se tradujo en leyes como la Timber Culture Act de 1873, que mantenía la ilusión de que, si los colonos plantaban árboles en sus tierras, podrían aumentar las lluvias. Aunque los recurrentes periodos de sequía en las Grandes Llanuras eran reconocidos por los planificadores, la coincidencia de un largo periodo lluvioso contribuyó a mantener esa ilusión de que la «tarea civilizadora» era recompensada con lluvias.

### Expansión y éxodo

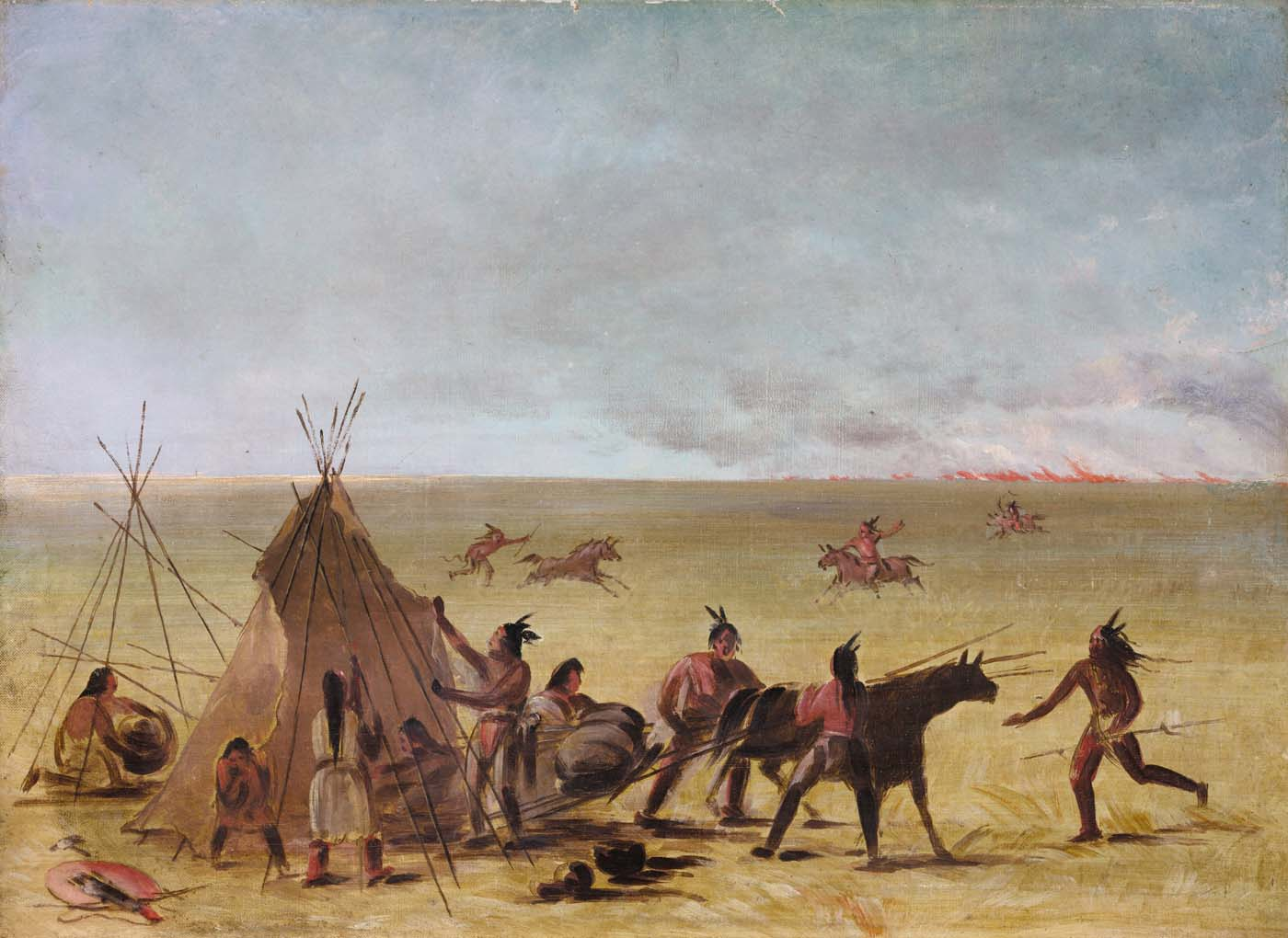
Familia india alarmada ante la aproximación de un fuego de pradera, cuadro de George Catlin, 1846-1848.

Emerich de Vattel, teórico de Derecho Internacional, ideó la aplicación del término Terra nullius a aquellas tierras no cultivadas por los pobladores indígenas. Suponiendo que una tierra no cultivada carece de buen uso, cualquiera que se dedicara a cultivarla tendría derecho sobre ella. La conclusión fue declarar a los pueblos indígenas como salvajes en un estado previo a la civilización: sin ley, ni derechos de propiedad, ni soberanía. 
A diferencia de Australia —donde la invención de la Terra nullius legitimó la colonización sin necesidad de una guerra de conquista o de acudir a un tratado—, en América el reconocimiento de la soberanía de las tribus indias posibilitó la firma de tratados con los Estados Unidos, que conllevaban la progresiva cesión de tierras a cambio de distintas sumas de dinero. A cambio de estas cesiones —conseguidas mediante engaño, presión o soborno—, cheroquis, chickasaws, choctaws y otras tribus del sudeste serían civilizadas y admitidas en la sociedad blanca. 
Sin embargo, esta política civilizadora entró en crisis a partir de la década de 1820. Los cheroquis y otras tribus intentaron hacer valer esa soberanía para evitar las «cesiones» obligadas de tierra. Pero el racismo y la ideología productivista cementaron el consenso nacional y social en torno al derecho de expansión de la «república blanca», y los pueblos indígenas fueron empujados progresivamente hacia el oeste y aniquilados (véanse el Sendero de lágrimas o la Larga Marcha de los Navajos).

### El Gran Desierto Americano
Durante la guerra civil estadounidense los generales aprendieron que atacar los recursos del enemigo iba más allá de la simple destrucción de productos materiales, pues los sistemas sociales y económicos del enemigo también resultaban destruidos. Ejemplo de esta estrategia fueron las campañas en el Valle de Shenandoah, donde se hizo uso del concepto de guerra total empleando tácticas de tierra quemada para destruir las fuentes de aprovisionamiento del enemigo y la resistencia de la población.

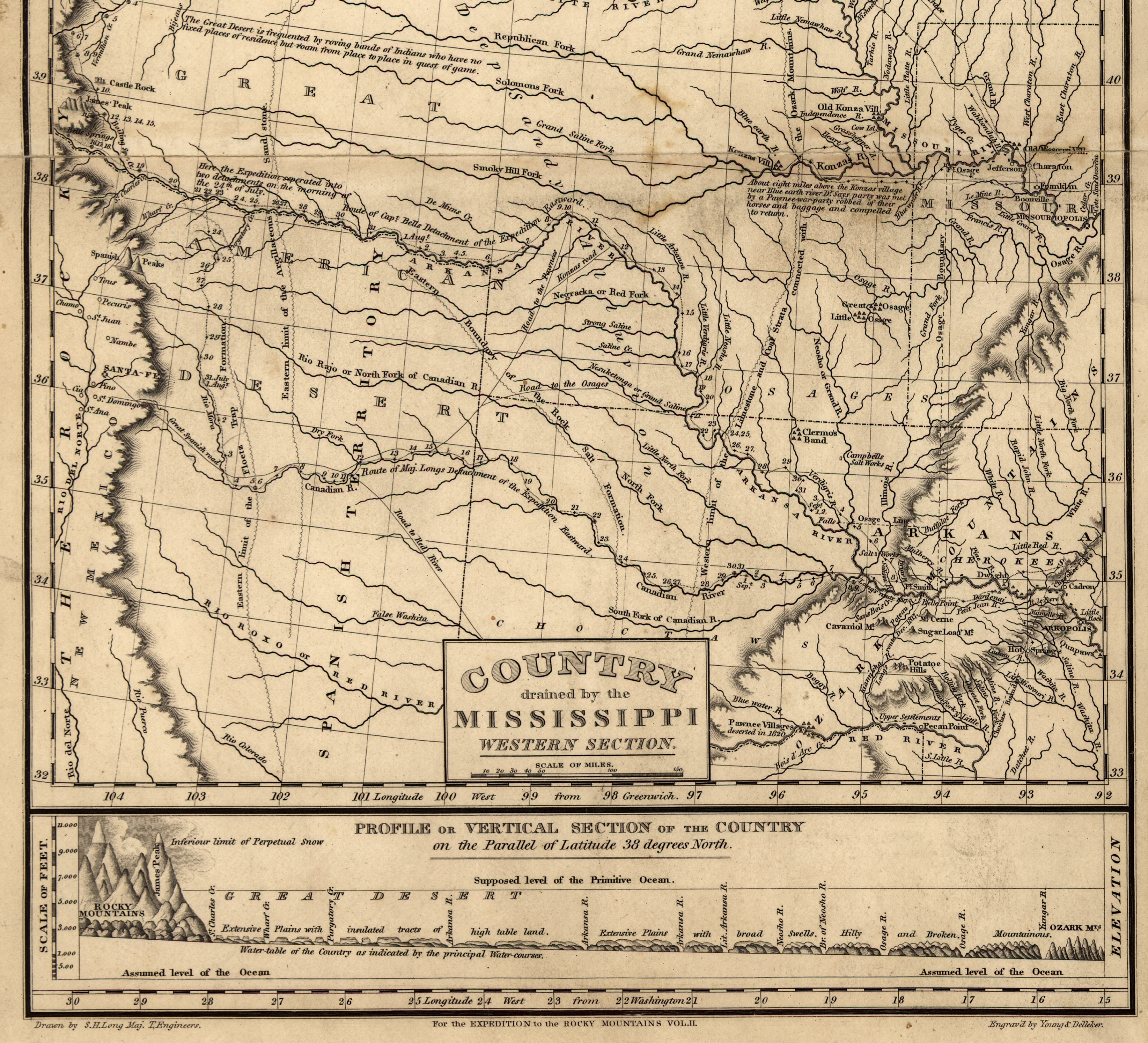
Mapa del Gran Desierto Americano elaborado por Stephen S. Long en 1823.

El Tratado de Medicine Lodge, firmado en 1867 por el presidente de los Estados Unidos con las naciones comanche, kiowa, kiowa-apache y otras tribus, reconocía derechos de caza sobre la mayor parte del territorio conocido como «Gran Desierto Americano» (Great American Desert), los áridos pastizales del Oeste que nadie quería. El corazón de tal área era conocida como el Llano Estacado debido a las estacas que la gente clavaba para orientarse en la inmensidad de la planicie. 
Pocos años después, los cazadores blancos y indígenas invadieron las tierras del tratado y mataron bisontes por millones, apilando las pieles para venderlas con gran beneficio en el Este. «Siete millones de libras de lenguas de bisonte fueron embarcadas en Dodge City (Kansas) en 1872–1873, un periodo de dos años en el que agentes del gobierno calcularon la matanza en veinticinco millones de bisontes. Sus huesos, blanqueados por el sol, se amontonaban en grandes pilas en las estaciones del ferrocarril para ser vendidas por hasta diez dólares la tonelada. Un cazador profesional llamado Tom Nixon decía haber matado 120 animales en cuarenta minutos».
Una de las últimas batallas en las Grandes Llanuras, la Guerra del Río Rojo (1874), supuso la derrota de la nación comanche. El ejército dirigido por Philip Sheridan sacrificó más de mil caballos en la batalla de Palo Duro Canyon, dejando a los guerreros sin monturas. Los supervivientes fueron conducidos a campos del Territorio Indio, Oklahoma, y algunos líderes fueron encarcelados en Florida.

## Lo que el viento se llevó
La Ley Homestead, aprobada por el Congreso en mayo de 1862, ofreció parcelas gratuitas a los colonos que se establecieran en las Grandes Llanuras un mínimo de cinco años, cultivaran la tierra y construyeran una casa. Las vacas sustituyeron al búfalo, y fueron reemplazadas más tarde por ovejas. 
El gran desarrollo de las máquinas de cultivar y, en concreto, la introducción de la hoja de acero sustituyendo a los aperos de hierro que realiza John Deere a partir de 1837, facilitaron el cultivo del suelo de las Grandes Llanuras, difícil de arar por su potencia y carácter arcilloso.

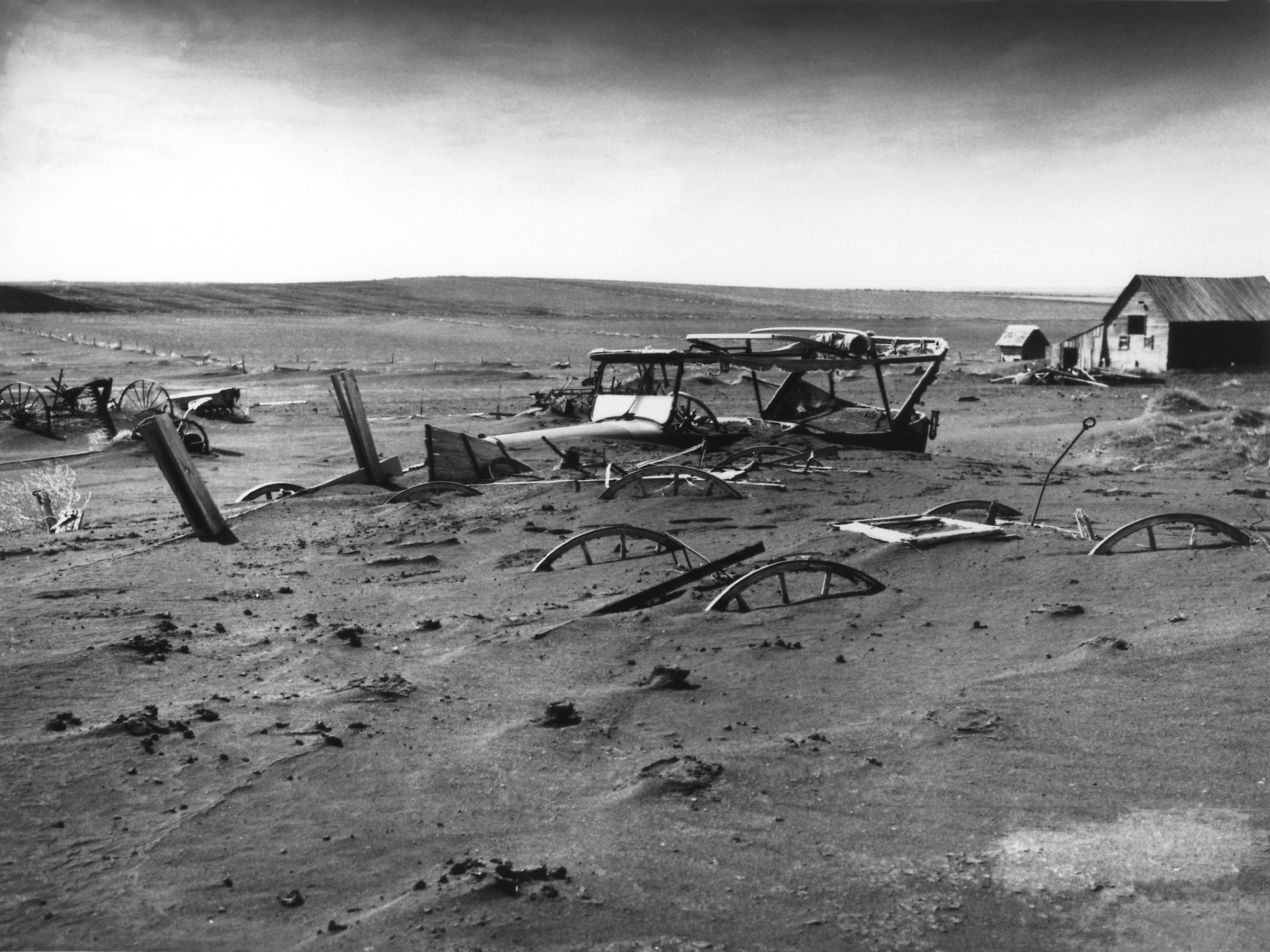
Dallas, Dakota del Sur, 1936.

La labor del arado fue tan intensa que cuando los conservacionistas miraron hacia el territorio de las grandes praderas, el triángulo con base en Indiana y Texas que se proyecta hasta Manitoba por el norte, el ecosistema original de las praderas prácticamente había desaparecido. En el espacio de una vida humana un paisaje edénico fue tomado por el sistema productivista y liquidado. 
La destrucción de las comunidades de gramíneas, que mantenían el suelo cohesionado y atrapaban humedad, dejó el suelo sin protección. La sequía redujo las capas superiores de suelo a polvo que fue desplazado hacia el sur y el este, formando nubes gigantescas que acabaron depositando gran parte del suelo en el Atlántico. Una interesante secuencia animada muestra el movimiento de las tormentas ocurridas en los meses de primavera y verano de 1934.

## Medidas administrativas

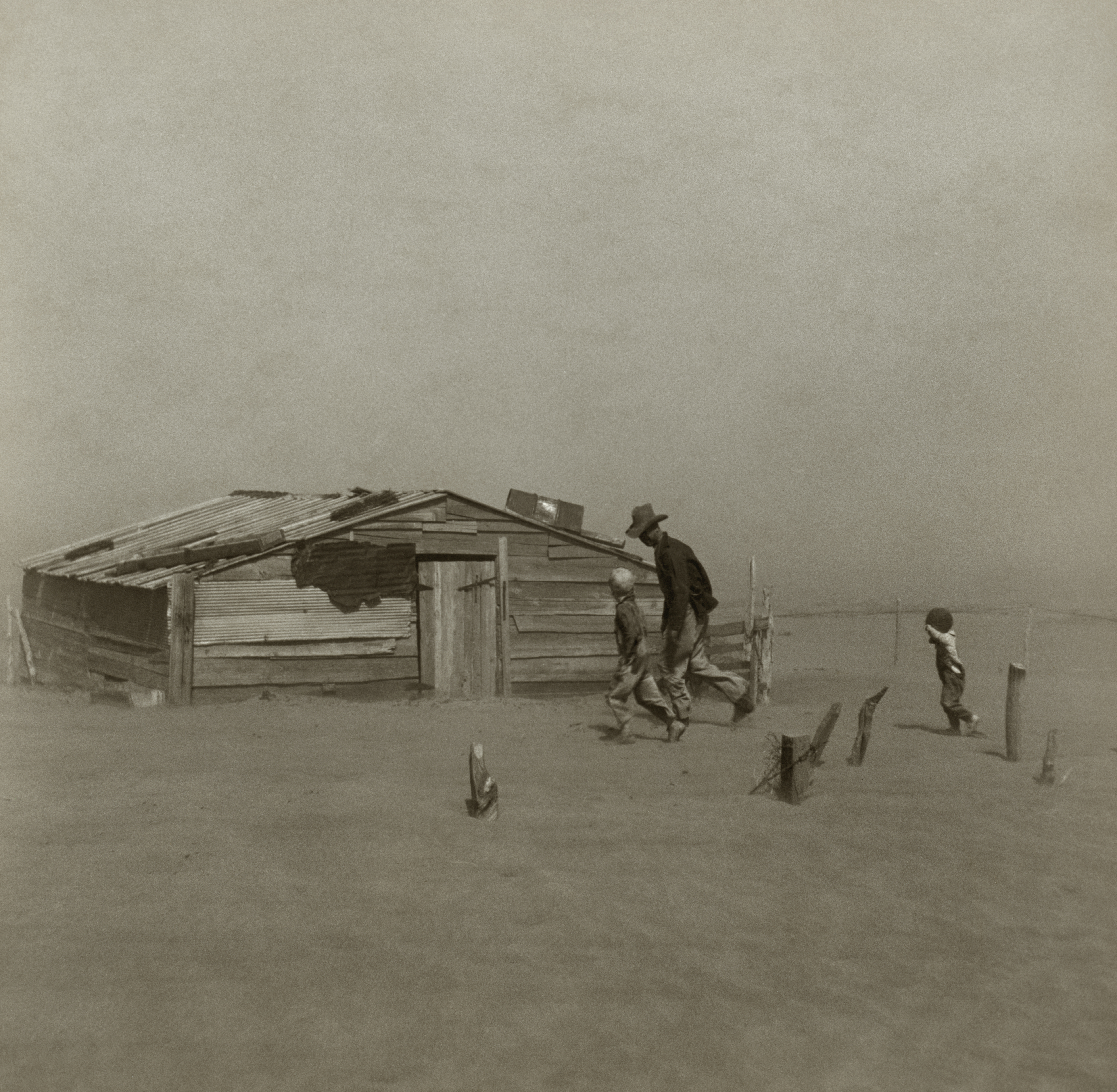
Granjero y sus dos hijos durante una tormenta de polvo en el condado de Cimarrón, Oklahoma, en 1936.

La administración Roosevelt estableció el Soil Erosion Service en 1933 y comenzó a popularizar las técnicas de conservación del suelo entre los agricultores: rotación de cultivos, bancales, técnicas de laboreo y otras medidas para combatir la erosión. La carne de seis millones de cerdos sacrificados para estabilizar los precios fue a parar al vertedero. 
Las protestas condujeron a la creación del Federal Surplus Relief Corporation (FSRC), que canalizó productos agrícolas a las organizaciones de auxilio social. El programa de compra de reses del Drought Relief Service (DRS) permitió subvencionar a los granjeros, y una parte de la carne apta para el consumo fue distribuida por el FSRC.
La Soil Conservation and Domestic Allotment Act, aprobada en 1936, ofreció pagos a los agricultores por transformar las superficies agrícolas con pérdida de suelo hacia cultivos de leguminosas y gramíneas promotores de la conservación del suelo, y por implantar buenas prácticas agrícolas en pastizales. Medidas que habrían rendido más beneficios de haber sido adoptadas antes del inicio del ciclo de sequía. La plantación de más de 200 millones de árboles desde Canadá hasta Abilene (Texas) fue otra de las medidas adoptadas por la administración del New Deal.

## Impacto cultural

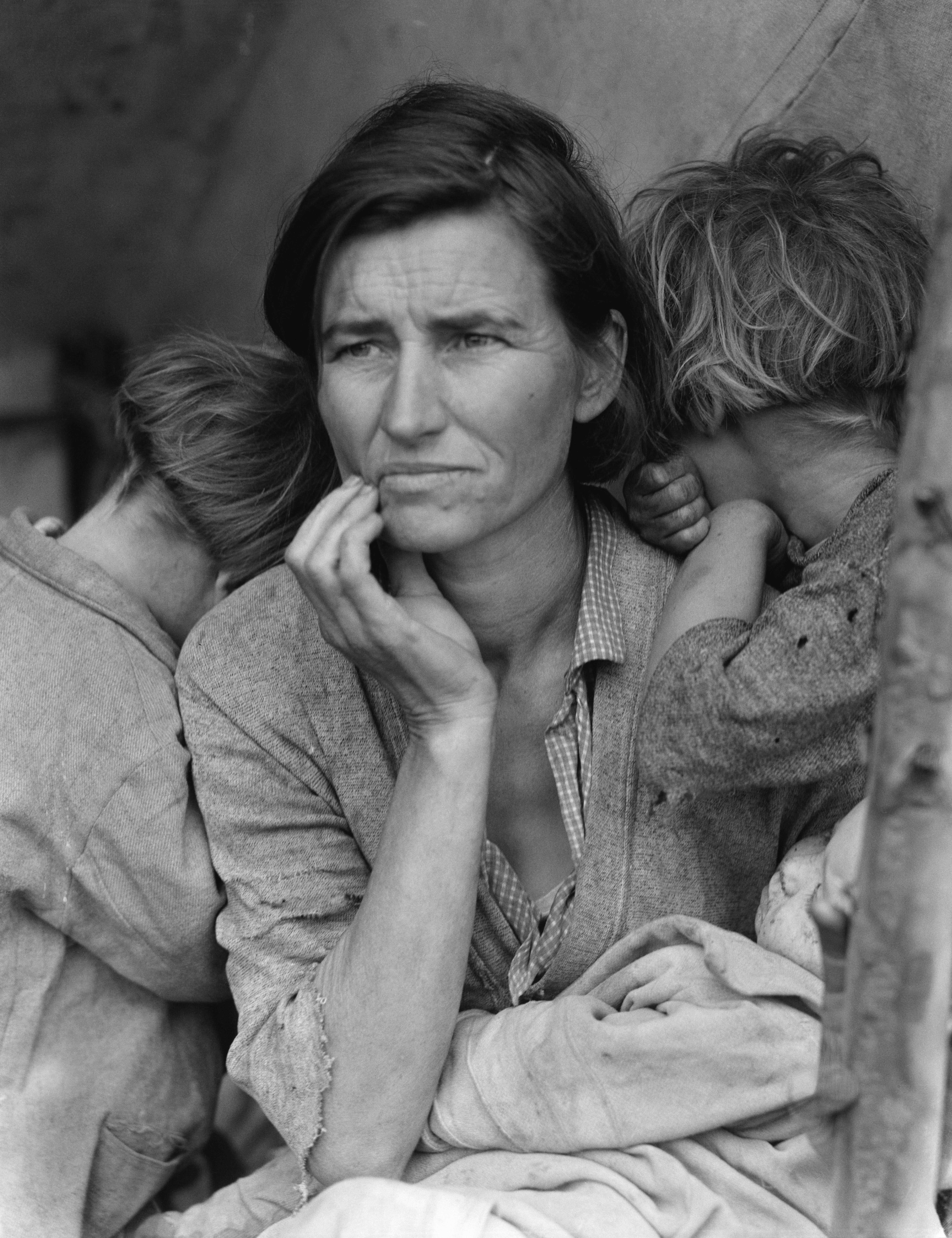
Madre migrante, emblemática fotografía de Dorothea Lange tomada en Nipomo, California (1936).

El Dust Bowl afectó a 400.000 kilómetros cuadrados, y muchas familias de granjeros —conocidas como Okies porque Oklahoma fue de los estados más afectados— iniciaron el éxodo hacia California y otros estados. Artistas como la fotógrafa Dorothea Lange, el cantante Woody Guthrie o el escritor John Steinbeck —con sus novelas Las uvas de la ira y De ratones y hombres— retrataron las consecuencias de esta catástrofe humana y ecológica.

### El arado que rompió las llanuras
The Plow that Broke the Plains, del cineasta Pare Lorentz (1905–1992), fue realizada para el Departamento de Agricultura de los Estados Unidos (USDA). Lorentz no tenía oficio cinematográfico, aunque había sido crítico de cine y escrito The Roosevelt Year antes de ser contratado por la administración de Franklin Roosevelt para realizar la primera película financiada por el gobierno estadounidense para ser exhibida comercialmente. 
Lorentz también había escrito Censored: The Private Life of the Movies, sobre la amenaza que algunos grandes estudios representaban para la libertad de expresión, y Hollywood respondió intentando que no encontrara vendedor para los metros de celuloide que necesitaba o negándose los estudios a distribuir comercialmente la película, tildada cínicamente como «pieza propagandística». Además, el Congreso de Estados Unidos era hostil al New Deal y a la idea de que el gobierno produjera la película. El escaso presupuesto (unos 6.000 dólares) hizo que Lorentz acabara poniendo su propio dinero para finalizarla.
Tres de los cuatro operadores de cámara que rodaron para Lorentz fueron despedidos, entre ellos el famoso Paul Strand, reflejando los múltiples problemas que se acumularon en el rodaje. Los 25 minutos de metraje fueron filmados en Montana, Wyoming, Colorado, Kansas y Texas, en las polvorientas Grandes Llanuras roturadas por la ignorancia y la codicia de un sistema depredador que arrastró a cientos de miles de familias en el gran desastre del Dust Bowl.
La música compuesta por Virgil Thompson —que se mostró dispuesto a trabajar con el escaso presupuesto disponible— fue grabada por la Filarmónica de Nueva York, trabajando los músicos gratis una parte del tiempo necesario para completar la grabación, que Thompson dividió en Preludio, Pastoral (Hierba), Ganado, Blues (Especulación), Sequía, y Devastación. Estrenada en la Casa Blanca en marzo de 1936, Lorentz logró convencer al propietario del teatro Rialto de Nueva York para que exhibiera la película.

### The Dust Bowl(miniserie documental)
La miniserie documental The Dust Bowl (2012), de cuatro partes, documenta el impacto que la sequía y las tormentas de polvo de los años 30 tuvieron sobre las Grandes Llanuras de los Estados Unidos durante la Gran Depresión. Incluye entrevistas con algunos de los afectados por esa catástrofe agrícola  y muchas de las fotografías que el gobierno federal tomó para documentar el desastre.